# U 502
U 502 war ein deutsches U-Boot vom Typ IX C, das von der Kriegsmarine im Zweiten Weltkrieg eingesetzt wurde.

## Geschichte

### Bau und Indienststellung
Der Bauauftrag erging am 25. September 1939 an die Deutsche Werft in Hamburg. Diese Werft hatte zu Beginn des Zweiten Weltkrieges den Auftrag bekommen, die – ursprünglich bei der Deschimag AG Weser gefertigten – Boote des Typs IX als Nachbau in Großserie herzustellen. Bis Kriegsende stellte die Deutsche Werft 24 U-Boote des Typs IX C für die Kriegsmarine her. Die Kiellegung mit der Baunummer 292 erfolgte am 2. April 1940, der Stapellauf am 18. Februar 1941 und die Indienststellung am 31. Mai 1941.

### Zeit als Ausbildungsboot
Das Boot wurde der 2. U-Flottille zugeteilt und unternahm bis zum 1. September 1941 Ausbildungsfahrten. Anschließend kam es bis zu seiner Versenkung in der gleichen Flottille als Frontboot zum Einsatz. Während der gesamten Dienstzeit des Bootes war Kapitänleutnant Jürgen von Rosenstiel Kommandant.

### Kommandant
Jürgen von Rosenstiel wurde am 23. November 1912 in Kiel geboren und trat 1933 in die Reichsmarine ein. Im Anschluss an seine U-Bootausbildung fuhr er von Sommer 1940 bis Frühling 1941 als Wachoffizier unter dem Kommando von Heinrich Liebe auf U 38. Im März 1941 hatte er zehn Tage lang das Kommando auf dem Schulboot U 143 inne. Im April wurde Jürgen von Rosenstiel zum Kapitänleutnant befördert. Am 31. Mai desselben Jahres stellte er als Kommandant U 502 in Dienst.

### Einsätze
Auf vier Unternehmungen versenkte Kommandant Jürgen von Rosenstiel mit U 502 14 Schiffe mit 78.843 BRT und beschädigte zwei weitere.

#### Erste Unternehmung
U 502 verließ Kiel am 29. September 1941 mit dem Zielgebiet mittlerer Nordatlantik. Das Boot war der neu formierten U-Bootgruppe Mordbrenner zugeteilt. Am 7. Oktober um 16:17 Uhr wurde südlich von Island das britische Schiff Svend Foyn beschädigt, das jedoch mit Hilfe der Korvette HMS Sunflower entkommen konnte. Die Svend Foyn war ein Nachzügler des Konvois HX 152, der auf dem Weg von New York nach Liverpool war. Ohne weiteren Feindkontakt lief U 502 am 9. November 1941 in Lorient ein.

#### Zweite Unternehmung
U 502 lief zusammen mit U 125 im Rahmen des Unternehmens Paukenschlag am 18. Dezember 1941 aus Lorient aus, musste die Fahrt aufgrund eines Öllecks aber frühzeitig abbrechen und kehrte am 22. Dezember nach Lorient zurück.

#### Dritte Unternehmung
Am 19. Januar 1942 verließ U 502 Lorient erneut mit dem Zielgebiet Westatlantik, Karibik und Maracaibo, wo Kommandant von Rosenstiel zusammen mit den Booten der U-Bootgruppe Neuland vor allem den Petroleumverkehr angreifen sollte. Am Morgen des 16. Februars im Golf von Venezuela torpedierte und zerstörte das Boot einen venezolanischen und zwei britische Tanker, die Monagas, die San Nicholas und die Tia Juana. In der Nähe von Aruba versenkte U 502 in der Nacht zum 22. Februar den amerikanischen Tanker J.N. Pew und am 23. Februar den panamaischen Tanker Thalia. Zudem wurde am Nachmittag des 23. Februar der amerikanische Tanker Sun schwer beschädigt. Die Besatzung des amerikanischen Schiffes ging zunächst in die Boote, kehrte aber später wieder an Bord zurück und schaffte es, den Tanker nach Aruba zu bringen. U 502 kehrte nach 57 Tagen auf See am 16. März nach Lorient zurück.

#### Vierte Unternehmung
U 502 lief am 22. April 1942 mit dem Zielgebiet Karibik von Lorient aus. Am 11. Mai wurde der unbegleitet fahrende britische Frachter Cape of Good Hope durch Torpedos und Artilleriebeschuss versenkt. Am frühen Nachmittag des 24. Mai wurde der unbegleitete brasilianische Frachter Gonçalves Dias von zwei Torpedos von U 502 getroffen und sank 100 Meilen von Santo Domingo entfernt; Rosenstiel griff das Schiff wegen des auffälligen 120-mm-Geschützes an und konnte es erst im Nachhinein als brasilianischen und damit neutralen Frachter identifizieren. In der Nacht des 28. Mai wurde 150 Meilen südlich der Mona-Passage das unbegleitete und unbewaffnete amerikanische Schiff Alcoa Pilgrim versenkt. Der unbegleitete amerikanische Tanker M.F. Elliott, 6.900 BRT, wurde in den Abendstunden des 3. Juni versenkt. Am 9. Juni griff U 502 den Konvoi TO-5 an; dabei wurde der belgische Frachter Bruxelles versenkt. Der erste der am selben Tag auf den amerikanischen Tanker Franklin K. Lane geschossene Torpedos verfehlte sein Ziel, aber nach einer Änderung der Position des Schiffes im Konvoi traf ein zweiter von U 502 abgeschossener Torpedo in die Steuerbord-Seite des Tankers. Dadurch wurde das Schiff so schwer beschädigt, dass es 15 Stunden nach dem Angriff durch den britischen Zerstörer HMS Churchill mit 20 Granaten versenkt werden musste.
Am 15. Juni versenkte U 502 um 1:00 Uhr den unbegleiteten amerikanischen Frachter Scottsburg durch zwei Torpedos. Um 4:10 Uhr, 100 Meilen nordwestlich von Trinidad, wurde der unbegleitete panamaische Frachter Cold Harbor durch zwei Torpedos versenkt. Die Cold Harbor hatte Panzer, Flugzeuge und Munition geladen. Der erste Torpedo schlug in der Steuerbordseite ein und brachte einen Teil der Munition zur Explosion. Nach etwa 30 Minuten wurde das Schiff auf der Backbordseite von einem zweiten Torpedo getroffen, und es sank binnen 15 Minuten. Schließlich traf U 502 um 20:15 Uhr, 30 Meilen westlich von Grenada, auf das unbegleitete Schiff Western Hardaway. Von drei abgeschossenen Torpedos traf einer in die Steuerbordseite des amerikanischen Dampfers. Die Western Hardaway erwiderte das Feuer mit ihrer 4-Zoll-Kanone, vier 20-mm-Kanonen und zwei .30-Kaliber-Maschinengewehren, wurde dann aber von einem vierten Torpedo getroffen und sank eine Stunde später.

## Verbleib
Das Boot wurde am Morgen des 5. Juli 1942 gegen 04:45 Uhr durch eine Wellington H der britischen RAF-Squadron 172 mit Radar geortet. Als sich das Flugzeug auf etwa anderthalb Kilometer näherte, wurde im Scheinwerferlicht ein aufgetauchtes deutsches U-Boot gesichtet. U 502 tauchte sofort, wurde aber mit vier Wasserbomben angegriffen. Zudem eröffnete der Heckschütze des Flugzeuges das Feuer auf das Boot. Die Flugzeugbesatzung berichtete später von aufschäumendem Wasser, was vermutlich von einer Detonation stammte. Das Flugzeug blieb noch 30 Minuten vor Ort, das U-Boot wurde jedoch nicht mehr gesehen. Es sank demnach in der Biskaya im Marine-Planquadrat BF 5742 (Lage). Die gesamte 52 Mann starke Besatzung kam ums Leben.
Der Angriff auf U 502 gilt als erster erfolgreicher Angriff eines Flugzeuges, das mit Leigh-light-Suchscheinwerfern ausgerüstet war. Der Pilot Wiley B. Howell, ein amerikanischer Offizier, der in der R.A.F. diente, wurde für die Versenkung von U 502 mit dem Distinguished Flying Cross ausgezeichnet.

## Statistiken
| Datum            | Name              | Nationalität           | Tonnage (BRT) | Erfolg          |
| ---------------- | ----------------- | ---------------------- | ------------- | --------------- |
| 7. Oktober 1941  | Svend Foyn        | Vereinigtes Königreich | 14.795        | beschädigt      |
| 16. Februar 1942 | Monagas           | Venezuela              | 2.650         | versenkt        |
| 16. Februar 1942 | San Nicholas      | Vereinigtes Königreich | 2.391         | versenkt        |
| 16. Februar 1942 | Tia Juana         | Vereinigtes Königreich | 2.395         | versenkt        |
| 22. Februar 1942 | J.N.Pew           | Vereinigte Staaten     | 9.033         | versenkt (Lage) |
| 23. Februar 1942 | Sun               | Vereinigte Staaten     | 9.002         | beschädigt      |
| 23. Februar 1942 | Thalia            | Panama                 | 8.329         | versenkt (Lage) |
| 11. Mai 1942     | Cape of Good Hope | Vereinigtes Königreich | 4.963         | versenkt (Lage) |
| 24. Mai 1942     | Gonçalves Dias    | Brasilien              | 4.996         | versenkt (Lage) |
| 28. Mai 1942     | Alcoa Pilgrim     | Vereinigte Staaten     | 6.759         | versenkt (Lage) |
| 3. Juni 1942     | M. F. Elliot      | Vereinigte Staaten     | 6.940         | versenkt (Lage) |
| 9. Juni 1942     | Bruxelles         | Belgien                | 5.085         | versenkt (Lage) |
| 9. Juni 1942     | Franklin K. Lane  | Vereinigte Staaten     | 6.589         | versenkt (Lage) |
| 15. Juni 1942    | Scottsberg        | Vereinigte Staaten     | 8.010         | versenkt (Lage) |
| 15. Juni 1942    | Cold Harbor       | Panama                 | 5.010         | versenkt (Lage) |
| 15. Juni 1942    | West Hardaway     | Vereinigte Staaten     | 5.702         | versenkt (Lage) |